# Quai Sainte-Catherine (Nancy)
Pour les articles homonymes, voir Quai Sainte-Catherine.
Le Quai Sainte-Catherine est une voie de la commune de Nancy, sise dans le département de Meurthe-et-Moselle, en région Lorraine.

## Situation et accès
La voie, d'une direction générale nord-sud, est située au sein de l'est du ban communal de Nancy, et appartient administrativement au quartier Stanislas - Meurthe, et à proximité du quartier Charles III - Centre Ville.
Le quai Sainte-Catherine longe en rive droite le canal de la Marne au Rhin, faisant face sur l'autre rive à la promenade de Kanazawa. La voie, qui comprend le port de plaisance de Nancy, débute au sud au carrefour avec l'avenue du Vingtième-Corps, et se termine porte Sainte-Catherine, carrefour à l'intersection de nombreuses voies, dont notamment les rues Henri-Bazin et Sainte-Catherine.

## Bâtiments remarquables et lieux de mémoire
- no 45 : Cité administrative.